# 그단스크군

포모제주 지도에 표시된 그단스크군의 위치

그단스크군(폴란드어: powiat gdański)은 폴란드 포모제주에 위치한 군으로 군청 소재지는 프루슈치그단스키이며 면적은 793.17km2, 인구는 117,452명(2019년 기준), 인구 밀도는 150명/km2이다. 군 이름과는 달리 그단스크는 그단스크군에 속하지 않고 별도의 도시군으로 존재한다.
북쪽으로는 그단스크시, 동쪽으로는 노비드부르군, 남동쪽으로는 말보르크군, 남쪽으로는 트체프군, 스타로가르트군, 서쪽으로는 코시치에지나군, 카르투지군과 접한다. 8개 지방 자치체(1개 도시, 7개 농촌)를 관할한다.

군기
군 문장